# 허줘옌
허줘옌(何琢言 ; 1988년 11월 26일 ~ )은 중국의 배우이다.
2005년부터 활동하기 시작했으며 장기중감독의 녹정기를 시작으로 대당유협전, 의천도룡기까지 장기중감독의 굵직한 드라마에 캐스팅되고 있다

## 주요 출연작

### 드라마
- 2006年 《녹정기》(鹿鼎记) 쌍아 역
- 2007年 《대당유협전》(大唐游侠传) 왕연우 역
- 2008年 《병성》(兵圣) 막리 역
- 2008年 《의천도룡기》(倚天屠龙记) 소소 역
- 2009年 《청춘진행시》(青春进行时)- 하탁언 역
- 2009年 (西游记)
- 2010年 (拯救女兵司徒慧)
- 2010年 (财神有道)

### 광고
- 야후(YAHOO) (今生前世)